# Vlastec
Vlastec település Csehországban, Píseki járásban. Vlastec Záhoří, Oslov, Temešvár és Vojníkov településekkel határos. Lakosainak száma 228 fő (2024. január 1.).

## Népesség
A település lakosságának változását az alábbi diagram mutatja:
| Lakosok száma | 555  | 566  | 501  | 402  | 288  | 179  | 216  | 220  | 224  | 228  |
|               | 1869 | 1900 | 1921 | 1961 | 1980 | 2011 | 2016 | 2019 | 2021 | 2024 |